# あかつき (列車)
あかつきは、日本国有鉄道（国鉄）、分割民営化後は西日本旅客鉄道（JR西日本）および九州旅客鉄道（JR九州）が主に京都駅・新大阪駅 - 長崎駅・佐世保駅間を、東海道本線・山陽本線・鹿児島本線・長崎本線・佐世保線経由で運行していた寝台特別急行列車である。
本項では、京阪神と長崎県（長崎本線・佐世保線）を結んでいた夜行優等列車の沿革についても記述する。

## 概要
特急「あかつき」は、京阪神と九州を結ぶ夜行特急（関西ブルートレイン）の祖であり、最後まで残った列車でもあった。1965年10月に新大阪駅 - 西鹿児島駅（現在の鹿児島中央駅）・長崎駅間の寝台特急列車として運行を開始。設定当初より東海道新幹線との乗り継ぎで東京と九州を結ぶ連携を持つ列車で、使用車両・設定種別ともに「関西ブルートレイン」のルーツと言われた。
1968年10月に佐世保駅発着列車が増発。2往復となり、これ以降1970年代中ごろまで非電化区間を有した鹿児島本線と長崎本線および佐世保線を直通する夜行客車特急の総称名として用いられた。
以降、1972年10月に1往復増発、1973年10月には6往復に増発、さらに1974年4月に増発して7往復が運行され、この時が「あかつき」の本数面での最盛期となった。
1975年3月、山陽新幹線の全通により、「あかつき」のうち西鹿児島駅・熊本駅発着列車を「明星」として系統分割し、京阪神対九州西部の列車として、長崎駅・佐世保駅、長崎駅、佐世保駅発着各1往復の計3往復となった。また、運行開始以降新大阪駅発着が基本となっていた関西ブルトレ群の中で、初めて大阪駅発着列車の設定も行われ、この改正で下りの長崎駅・佐世保駅行き、上りの佐世保駅始発の列車に関しては大阪駅発着となった。また、一部を本州直通ながら筑豊本線経由とし、1985年まで同線経由で運行をしたことから、同線では国鉄時代最後の優等列車ともなった。
1978年10月に2往復に、国鉄分割民営化直前の1986年11月1日には1往復に削減されたが、京阪神対長崎県の優等列車としての面目を保っていた。
2000年3月に佐世保駅発着列車が廃止されて「彗星」と併結運行されることになるが、2005年10月からは「彗星」の廃止により「なは」との併結が行われるようになったものの、2008年3月15日に廃止された。これにより京阪神対九州間のブルートレインおよび夜行定期列車は1965年の「あかつき」運行開始以来、42年半の歴史に終止符を打った。同時に長崎本線に乗り入れる夜行列車およびJR他社直通列車が消滅し、JR旅客他社の車両が定期列車でJR九州管内の在来線に乗り入れるのも終了した。
列車名は、日の出・明け方を意味する暁に由来している。

## 運行概況

### 廃止直前の運行概況
京阪神対九州西部を結ぶいわゆる「関西ブルートレイン」の一列車であった。2005年10月から廃止に至るまでは、京都駅 - 鳥栖駅間で「なは」と併結されていた。
列車番号は運転線区により変更され、京都駅 - 鳥栖駅間は併結相手の「なは」と同じ下りが 31 列車、上りが 32 列車であった。鳥栖駅 - 長崎駅間は下りが 33 列車、上りが 34 列車であった。
肥前山口駅において下り列車は長崎行きと佐世保行きの編成を分割し、上り列車では長崎発と佐世保発の編成を併合していた。

#### 停車駅
京都駅 - 新大阪駅 - 大阪駅 - 三ノ宮駅 - 姫路駅 - 岡山駅 - 倉敷駅 - 福山駅 - (尾道駅) - (三原駅) - 〔新山口駅〕- 〔宇部駅〕 - 〔厚狭駅〕 - 下関駅 - 門司駅 - 小倉駅 - 黒崎駅 - 博多駅 - 鳥栖駅 - 佐賀駅 - 肥前山口駅 - 肥前鹿島駅 - 諫早駅 - 長崎駅
- （　）は下り列車のみ、〔　〕は上り列車のみ停車
- また、下り列車は広島駅・徳山駅・肥前七浦駅・湯江駅・市布駅・現川駅に、上り列車は浦上駅・湯江駅・肥前浜駅・徳山駅・広島駅に運転停車していた。

#### 使用車両・編成
客車は、JR西日本の京都総合運転所に所属する14系15形が使用され、1978年に国鉄最後の新型寝台客車を初めて導入し、以来ほぼ一貫して専用車両として使用されていた。運行廃止時点でJR九州管内にJR旅客他社の車両が使用される唯一の定期列車であった。
1990年3月から普通車座席指定席車両として、グリーン席並みのリクライニングシートを備えた1人掛け腰掛けの「レガートシート」の連結を開始。「レガートシート」は高速バスと同様、1人掛け腰掛を3列に配するなど、プライバシーを重視した内装に変更された。
牽引機関車は、京都駅 - 下関駅間は当時JR西日本の下関地域鉄道部下関車両管理室（現在の下関総合車両所に相当）に所属するEF66形電気機関車を使用していたが、関西方面の団体専用列車で使用される下関車両管理室所属のEF65形1000番台（PF形）が返却・送込回送のため運用に入ることがあった。下関駅 - 門司駅間はJR九州の大分鉄道事業部に所属するEF81形電気機関車、門司駅 - 長崎駅間はJR九州の大分鉄道事業部に所属するED76形電気機関車が使用されていた。

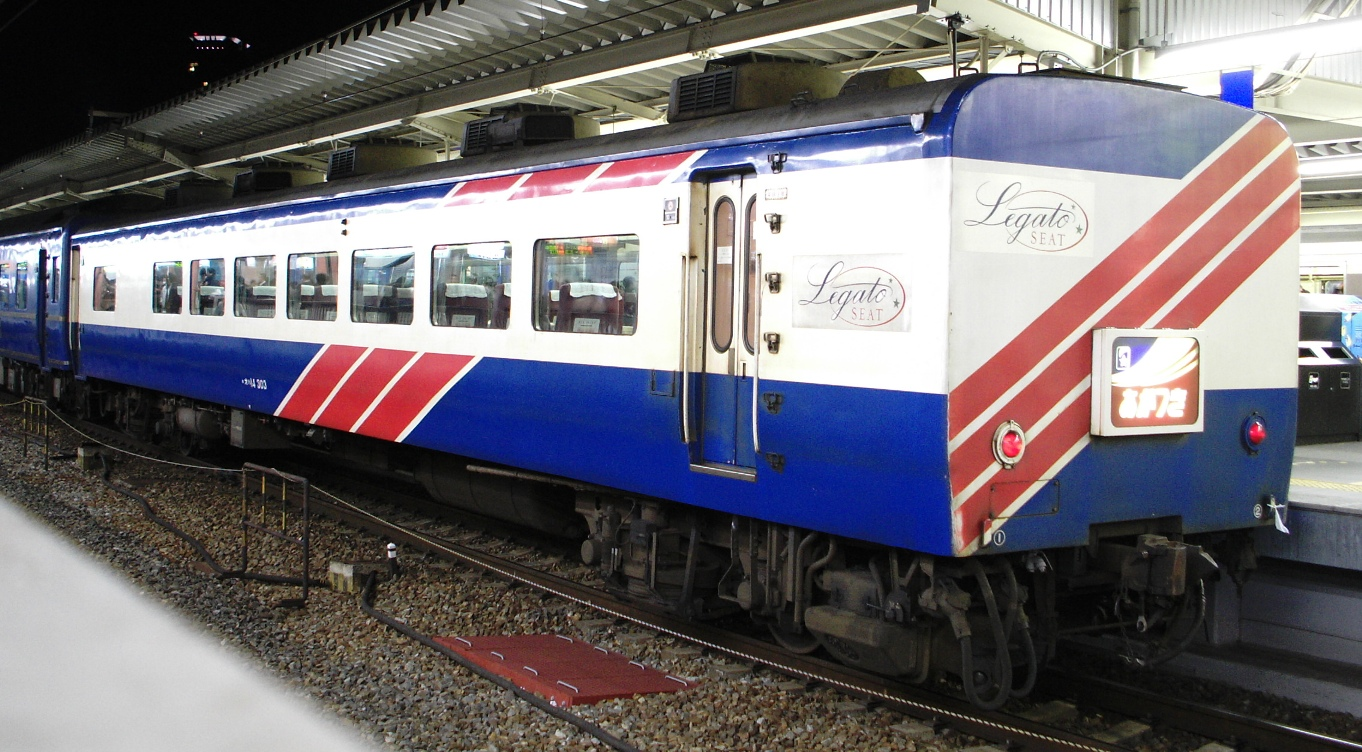
「レガートシート」に使われる14系300番台
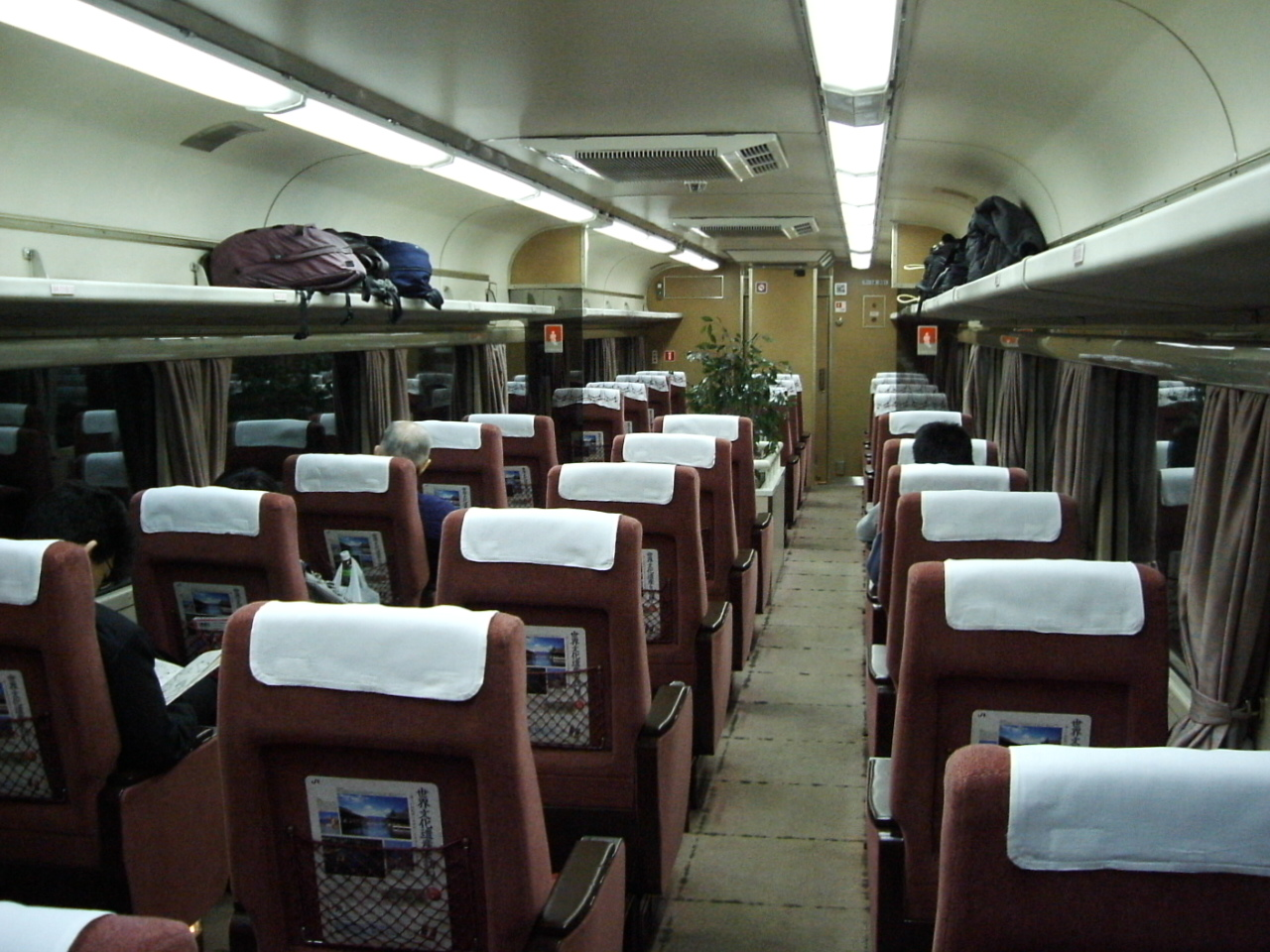
「レガートシート」車内 （2005年3月）
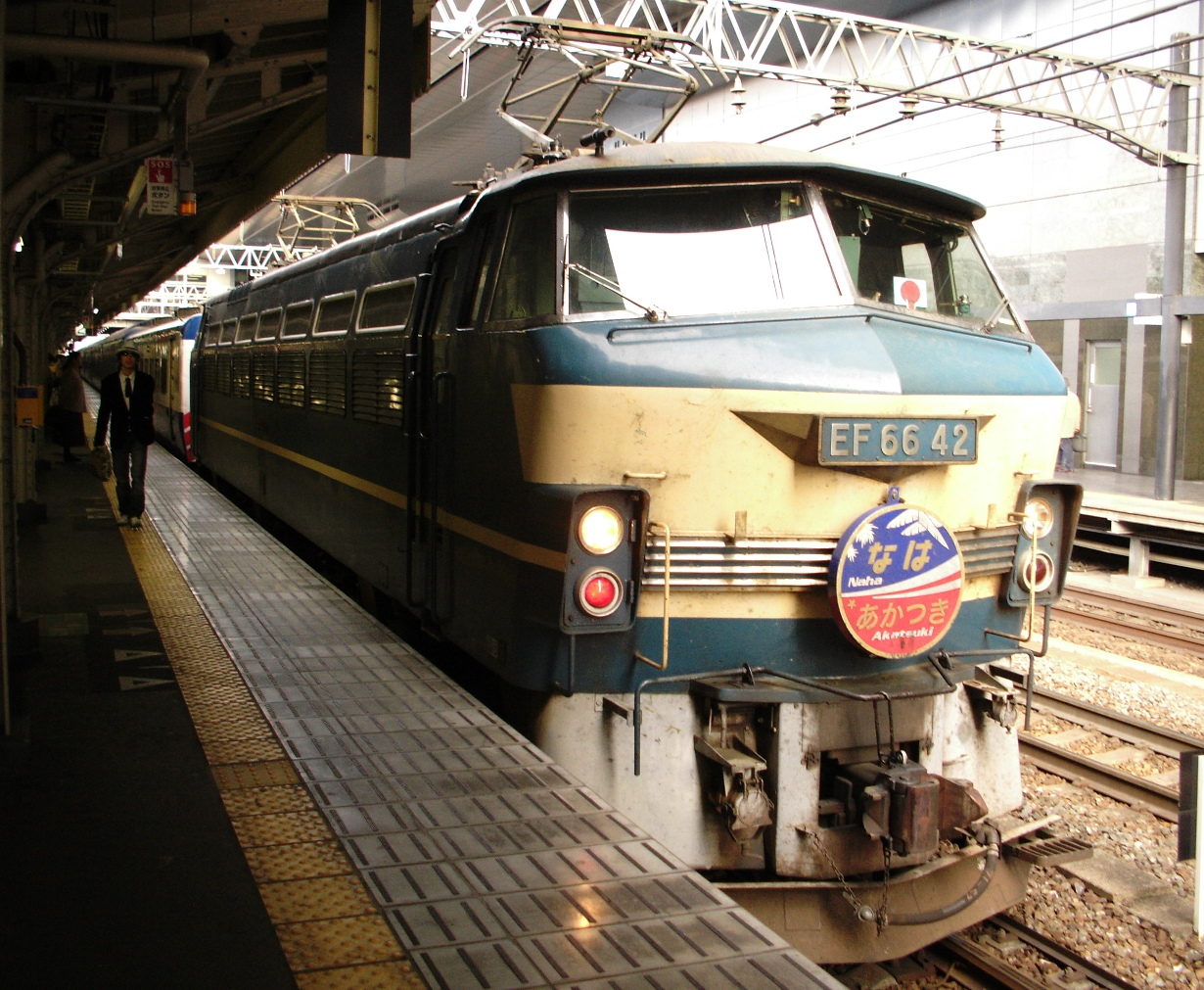
東海道本線京都駅に到着した上り「あかつき」
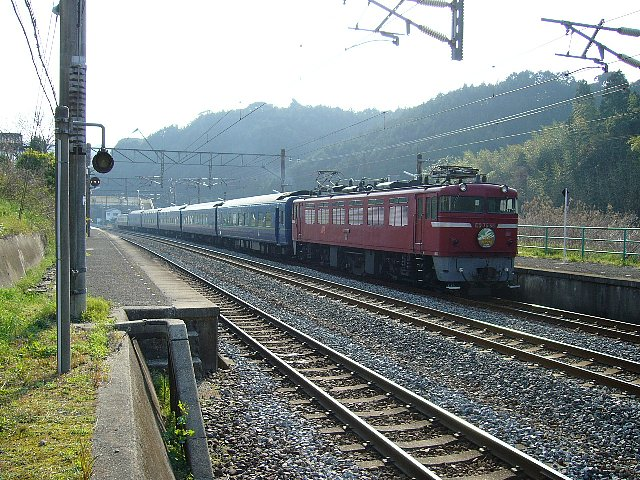
長崎本線現川駅で待避する「あかつき」（2006年3月）

#### 担当車掌区
- 京都駅 - 下関駅間：みやこ列車区（JR西日本）
- 下関駅 - 長崎駅間：門司車掌区（JR九州）

### 使用車両の変遷
客車は、運行開始当初は当時唯一の寝台特急車両であった20系客車を使用した。当初こそ、向日町運転所車両が用いられたが、1968年10月より、「あかつき」（下り）1号・（上り）2号のうち、長崎駅発着編成を品川客車区（のちの品川運転所、現在の東京総合車両センター田町センター）所属車両に変更した。これは、同時に行われたダイヤ改正で「はやぶさ」の付属編成を博多駅回転から、長崎駅発着に変更した際にそのまま上りの「はやぶさ」として折り返しで運用ができないための措置であったが、20系客車を使用した列車で初めて基本編成と付属編成が別の所属区の客車を使用した例となった。
1972年3月15日には「あかつき」（下り）1号・（上り）3号の西鹿児島編成の使用車両も向日町運転所から品川客車区所属車両に変更。「はやぶさ」と完全に共通運用化された。これにより、1人用個室「ルーメット」を備えたナロネ22形車両が西鹿児島編成に連結され、関西発着の寝台特急列車で初めて個室寝台が連結された。しかし、同年7月15日付けで編成を変更したことで「はやぶさ」・「あかつき（下り）1号・（上り）3号」へのナロネ22形の連結を終了した。
増発を行なった1972年以降は、「新型ブルートレイン」と称された14系客車や24系・24系25形客車を導入し、同一列車名で複数本数運行する列車として20系客車まですべてを使用していた。また前述のように1974年4月の増発では7往復運行され、これは日本のブルートレイン史上、本列車のみの事例である。
1975年（昭和50年）3月には「あかつき」全列車が14系・24系客車の運転に変更されたが、このうち「あかつき」・「明星」に使用されていた14系客車は、長崎県佐世保市の早岐客貨車区に配置されており、間合い運用で大阪駅 - 青森駅間の「日本海」（下り2号・上り1号）にも使用され、長崎県の車両が青森駅まで顔を出すという大型運用であった。しかし、「日本海」が走行する羽越本線や奥羽本線で大雪などのトラブルが共通運用を組む「あかつき」「明星」の走行線区である長崎本線・佐世保線・筑豊本線のダイヤにまで影響を及ぼした。
1978年（昭和53年）に国鉄として最後の新型客車である14系15形客車に変更。同時に「日本海」への広域使用も終了。以降、民営化直前まで早岐客貨車区から向日町運転所への車両の異動はあったものの、二段式B寝台車のみの編成で推移した。
牽引機関車は関西発着のブルートレインにもかかわらず、東京機関区（現在の東京総合車両センター田町センターに相当）のEF65形500番台（P形）が下関駅までの直流区間を担当しており、20系客車の使用と相まって、東京駅発着のブルートレインと比べても遜色のない編成を誇っていた。その後、関西ブルートレインの増発に伴い、直流区間の牽引はEF58形に交代するが、EF58（P形）が不足していた時期には、EF65形1000番台やEF65形500番台（F形）が先頭に立つこともあった。その後、牽引機はEF65形1000番台を経て、廃止まではEF66形が担当した。

## 京阪神対九州西部夜行優等列車概略

### 平戸・西海

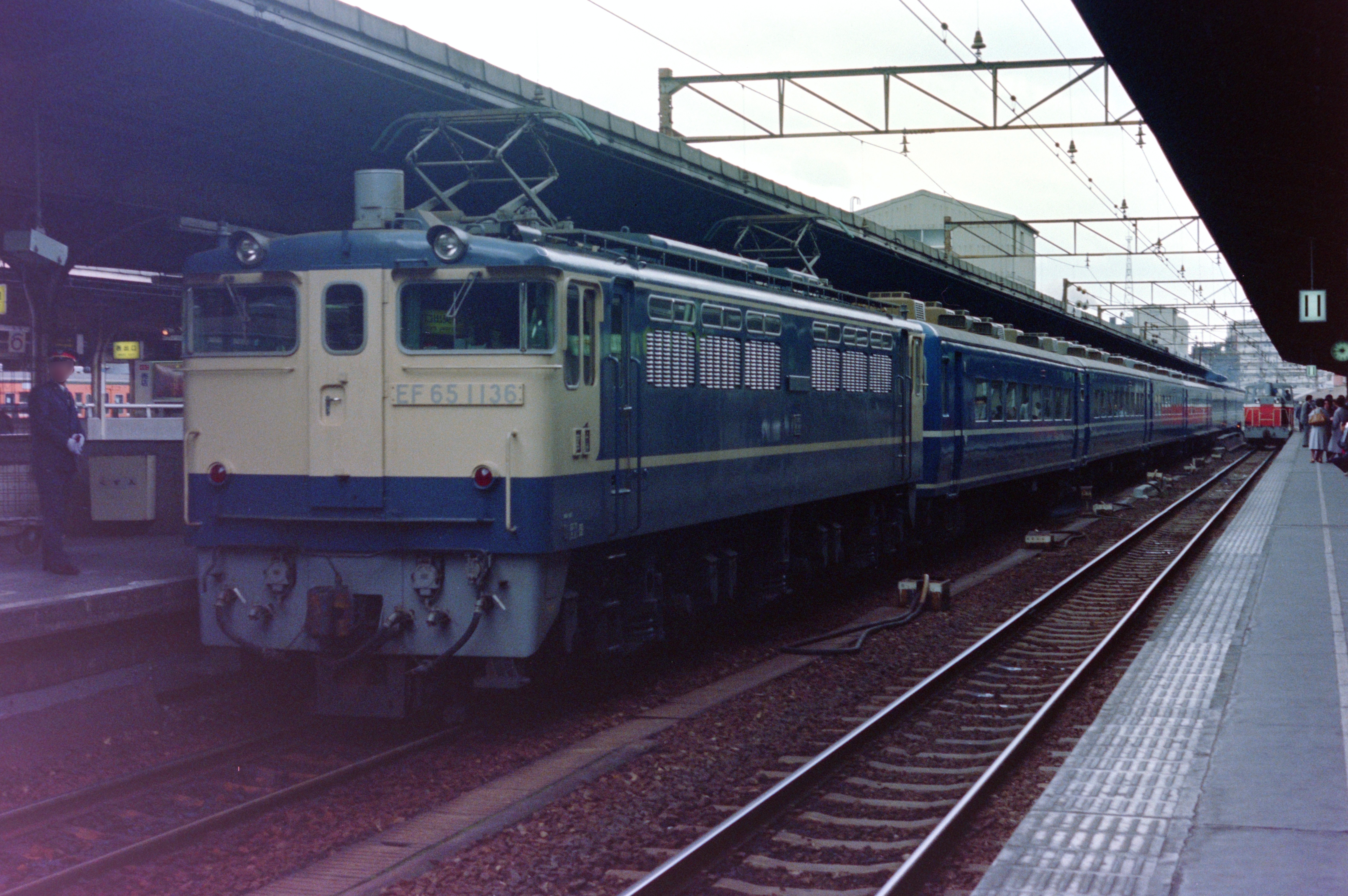
EF65 1136牽引の急行「西海」•「雲仙」
（1980年3月23日 大阪駅）

「平戸」は1961年10月から1968年9月まで京都駅・大阪駅 - 佐世保駅間で運行されていた急行列車である。運行時間帯がよく高い乗車率を維持しており、不定期列車も運行されていたが、1968年10月に列車名の整理により「西海」に統合されて廃止された。「西海」は1954年10月から東京駅 - 佐世保駅間で運行されていた急行列車が、1968年に運行区間が大阪駅 - 佐世保駅間に変更された際に「平戸」を統合して、2往復に増発された。
1975年3月には山陽新幹線の全線開業により、座席車のみの1往復になり、新大阪駅 - 肥前山口駅間で「雲仙」と併結運行されるようになった。利用者の減少が続いた「西海」は、1980年10月に廃止された。

### 雲仙
1948年8月から東京駅 - 長崎駅間で運行されていた「雲仙」は、1968年10月に運行区間が京都駅 - 長崎駅間に短縮され、京阪神と長崎県を結ぶ役割を担うようになった。最盛期には3往復運転されていた「雲仙」であるが、山陽新幹線の全線開業により1975年3月に座席車のみの1往復にまで削減され、「西海」と併結運行が行われるようになったが、1980年10月に「西海」とともに廃止された。

## 京阪神対長崎夜行優等列車沿革

### 草創期
- 1956年（昭和31年）11月19日：京都駅 - 博多駅間で運行されていた準急205・206列車が急行列車に変更され、運行区間が京都駅 - 長崎駅間（大村線経由）に変更されるとともに、「玄海」（げんかい）の列車名が付与される。
- 1957年（昭和32年）10月1日：「玄海」が廃止。
- 1958年（昭和33年）10月1日：京都駅 - 博多駅間で「玄海」が運行開始。
- 1961年（昭和36年）10月1日：サンロクトオのダイヤ改正に伴い、以下のように変更。
  1. 「玄海」の運行区間が京都駅 - 長崎駅間（長崎本線・肥前鹿島駅経由）に変更。
  2. 「玄海」の不定期列車として、大阪駅 - 長崎駅間で1往復が運行開始。
  3. 大阪駅 - 佐世保駅間で急行「平戸」が運行開始。
  4. 東京駅 - 長崎駅・大分駅間で観光団体専用列車「九州観光団体専用列車」が運行開始。

### 関西ブルートレイン「あかつき」の運行開始
- 1965年（昭和40年）10月1日：ダイヤ改正により、次のように変更（1965年10月1日・11月1日国鉄ダイヤ改正）
  1. 新大阪駅 - 西鹿児島駅・長崎駅間で寝台特急「あかつき」が運行開始。20系客車が使用され、ブルートレインとなった。
  2. 大阪駅 - 早岐駅・大分駅間で観光団体専用列車「九州第2観光号」が運行開始。なお、一部博多駅発着の編成もあった。「九州観光団体専用列車」は「九州第1観光号」に改称。大分駅乗り入れは下りの「第2観光号」、上りの「第1観光号」のみとした。なお、両列車とも博多駅 - 肥前山口駅間で併結運行を行った。
  3. 「平戸」の運行区間が、京都駅 - 佐世保駅間に延長される。
- 1967年（昭和42年）10月1日：観光団体専用列車の運行が次のように変更。
  1. 「九州第1観光号」は急行「五島（ごとう）」「くにさき」に改称され、運行区間が再び上下とも東京駅 - 長崎駅・大分駅間になる。
  2. 「九州第2観光号」は急行「平戸2号」「夕月（ゆうづき）2号」に改称され、運行区間が上下とも大阪駅 - 早岐駅・大分駅間になる。
- 1968年（昭和43年）10月1日 ヨンサントオのダイヤ改正に伴い、次のように変更。
  1. 新大阪駅 - 西鹿児島駅・佐世保駅間で「あかつき」が1往復増発され、2往復になる。
  2. 従来からの新大阪駅 - 西鹿児島駅・長崎駅間の「あかつき」のうち、長崎駅発着の編成は、東京駅 - 西鹿児島駅・長崎駅間の「はやぶさ」と共通運用になる。
  3. 大阪駅 - 佐世保駅間で「西海」2往復が運行開始。「平戸」は「西海」に統合されて廃止。
  4. 京都駅 - 長崎駅間で「雲仙」1往復が運行開始。「玄海」は「雲仙」に改称されて廃止。
  5. 「九州観光号」は季節列車になり、以下のように変更。
    1. 「五島」を「ながさき」に改称され、「くにさき」が廃止。
    2. 「平戸2号」は「べっぷ2号」に改称。
- 1970年（昭和45年）10月1日：東京駅 - 長崎駅間で運行されていた「ながさき」の運行区間が、大阪駅 - 長崎駅間に変更されて「雲仙」に統合され、「雲仙」は2往復になる。

### 「あかつき」の最盛期
- 1972年（昭和47年）
  - 3月15日：山陽新幹線新大阪駅 - 岡山駅間の開業によるダイヤ改正のため、次のように変更（1972年3月15日国鉄ダイヤ改正）。
    1. 「あかつき」は以下のように変更。
      1. 「あかつき」に新大阪駅 - 熊本駅・長崎駅間の1往復（下り3号・上り1号）が増発され3往復になる。これにより、従来の西鹿児島駅・長崎駅発の上り2号は上り3号に、西鹿児島駅・佐世保駅発上り1号は上り2号に変更。
      2. 「あかつき」（下り）1号・（上り）3号の西鹿児島編成の使用車両が向日町運転所から、品川客車区（のちの品川運転所）所属車両に変更。「はやぶさ」と完全に共用運用になる（当時の編成図）。

    2. 「雲仙」は季節列車1往復が新大阪駅発着になる。定期列車1往復の食堂車連結廃止。

  - 10月2日：新大阪駅 - 熊本駅間の「あかつき」1往復（下り2号・上り3号）が増発され、4往復になる。同時に4往復中3往復に14系客車を投入する。西鹿児島駅・長崎駅発の上り3号は上り4号に、西鹿児島駅・佐世保駅発下り2号は下り3号に変更する。また、同日長崎本線の新線区間（市布駅経由）が完成したため、従来の旧線（長与駅経由）経由から新線経由に変更となる。
- 1973年（昭和48年）10月1日：ダイヤ改正により、次のように変更（1973年ダイヤ改正）。
  1. 「雲仙」「西海」の季節列車の各1往復が「あかつき」に統合され、「あかつき」は新大阪駅 - 西鹿児島駅（2往復）、新大阪駅 - 西鹿児島駅・長崎駅、新大阪駅 - 長崎駅・佐世保駅、新大阪駅 - 長崎駅、新大阪駅 - 佐世保駅間の計6往復になる（佐世保駅発着列車は「彗星」と新大阪駅 - 門司駅間で併結運行）。
  2. 「あかつき」に24系客車が投入される。
- 1974年（昭和49年）4月25日：新大阪駅 - 熊本駅間で「あかつき」が1往復増発され、7往復になる。また、一部列車に新製の24系25形客車が投入され、これが2段B寝台のデビューとなった（編成は先端の電源車を除き全てB寝台車で、食堂車は非連結）。当時の「あかつき」の運行概要は以下の通り。
  - 21・22列車：新大阪駅 - 西鹿児島駅・長崎駅間（下り1号、上り7号）当時の編成図…「はやぶさ」と共通運用。食堂車営業。
  - 23・24列車：新大阪駅 - 西鹿児島駅間（下り2号、上り5号）当時の編成図…付属編成は熊本駅発着。食堂車は営業していたが、同年10月末をもって営業終了。翌11月1日に編成から外され、25・26列車、33・34列車と共に食堂車非連結列車となった。
  - 25・26列車：新大阪駅 - 長崎駅間（下り3号、上り1号）当時の編成図
  - 29・30列車：新大阪駅 - 西鹿児島駅間（下り4号、上り4号）当時の編成図…付属編成は熊本駅発着。食堂車は、門司駅 - 西鹿児島駅間で営業。
  - 31・32列車：新大阪駅 - 佐世保駅間（下り5号、上り3号）当時の編成図：新大阪駅 - 門司駅間は「彗星」下り3号・上り2号と併結運行。食堂車は非営業。
  - 33・34列車：新大阪駅 - 熊本駅間（下り6号、上り2号）当時の編成図
  - 35・36列車：新大阪駅 - 長崎駅・佐世保駅間（下り7号、上り6号）当時の編成図…付属編成は佐世保駅発着。食堂車は非営業。

### 山陽新幹線全通以降の展開

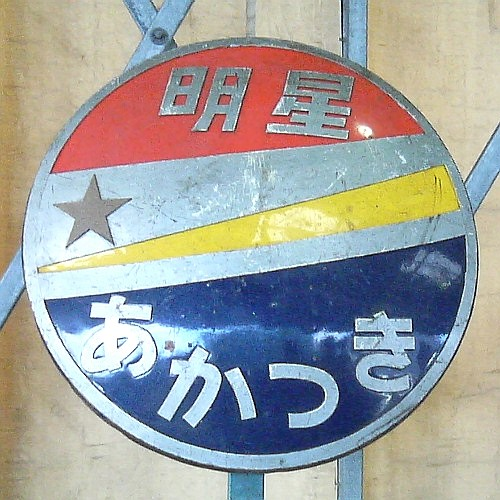
1984年2月ダイヤ改正から「明星」廃止まで使われた「明星・あかつき」のヘッドマーク

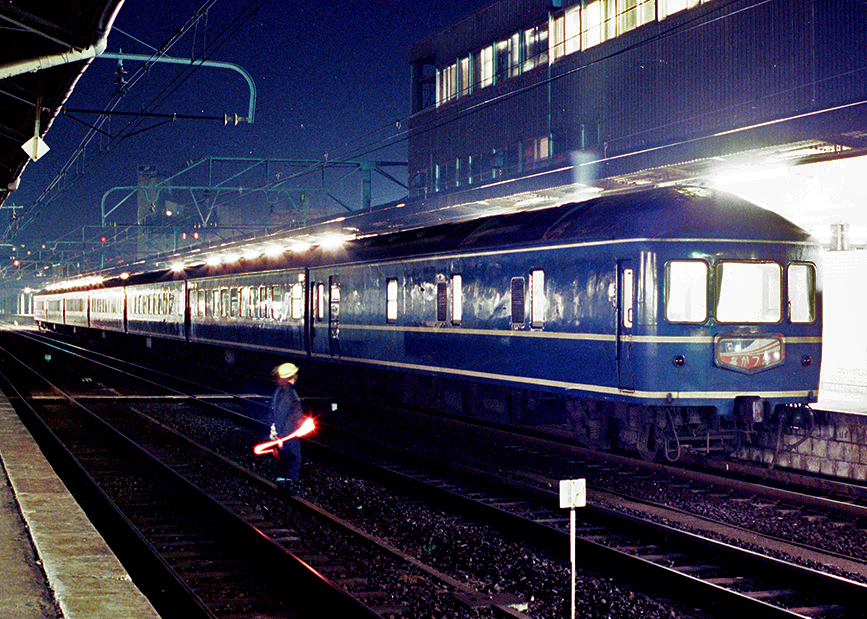
20系客車「あかつき81号」（1987年、下関駅）

- 1975年（昭和50年）3月10日：山陽新幹線の全通により、以下のように変更された。
  1. 「あかつき」の西鹿児島駅・熊本駅発着列車が「明星」として系統分割され、「あかつき」は新大阪駅 - 長崎駅・佐世保駅、新大阪駅 - 長崎駅（「明星」と併結運転）、新大阪駅 - 佐世保駅（「明星」と併結運転）間の計3往復になる。下りの長崎駅・佐世保駅行き、上りの佐世保駅始発の列車は大阪駅発着に変更。
  2. 「あかつき」全列車が14系・24系客車の運転になる。同時に食堂車の営業が全廃。関西ブルートレインから食堂車が姿を消した。
  3. 「雲仙」「西海」の使用車両が14系座席車に置き換わり、運行区間も新大阪駅 - 長崎駅・佐世保駅間に変更。両列車は、新大阪駅 - 肥前山口駅間で併結運行される。
  4. 「雲仙」の季節列車が廃止。
- 1978年（昭和53年）10月2日：ゴーサントオのダイヤ改正に伴い、以下のように変更。
  1. 「明星」との併結運転が終了されたのに伴い、1・2号は大阪駅 - 長崎駅・佐世保駅間、3・4号は新大阪駅 - 長崎駅・佐世保駅間運転の2往復に統合（長崎駅、佐世保駅に2往復ずつ乗り入れること自体は変更なし）。基本編成は1・4号は佐世保駅発着、2・3号は長崎駅発着。また2・3号の佐世保駅発着編成は筑豊本線経由での運行とする（両編成の分割・併合は門司駅で行う）。
    - 「あかつき」2・3号においては、両編成の運転区間が重複する原田駅 - 肥前山口駅間で同名の列車が2本続けて運行されることとなった。そのため2・3号の重複する停車駅（鳥栖駅・佐賀駅・肥前山口駅。3号に関しては佐世保駅行き編成のみで座席解放を行っていた）では「指定された車両がない」と誤乗騒ぎが起きることがあったと言われている。なお、距離自体は筑豊本線経由の方が10.6km短かったが、3号の佐世保駅行きは門司駅で長崎駅行きが発車した後に改めて機関車を連結する必要があったことや、筑豊本線内での最高速度の遅さが影響して、鳥栖駅・佐賀駅・肥前山口駅には長崎駅行きよりも30分弱遅れて到着していた。推理作家の西村京太郎は自著「寝台特急あかつき殺人事件」でこのことをトリックに用いている。

  2. 「あかつき」の全列車が14系15形客車での運行となる。この時点での編成図に関しては右図を参照されたい。
  3. 「雲仙」「西海」の下り列車を大阪駅始発とする。
- 1980年（昭和55年）10月1日：「雲仙」「西海」が廃止。
- 1984年（昭和59年）2月1日：「あかつき」が次のように変更。
  1. 1・2号を新大阪駅発着に変更（再び全列車新大阪駅発着に統一される）。
  2. 1・4号の佐世保駅発着編成を、西鹿児島駅発着の「明星」に変更し、新大阪駅 - 鳥栖駅間での併結運転とする。「あかつき」は佐世保駅発着列車のみ2往復から1往復に減少（筑豊本線経由）。
- 1985年（昭和60年）3月14日：「あかつき」2・3号の佐世保駅発着編成を筑豊本線経由から博多駅経由に変更。これにより、筑豊本線を経由する本州直通列車は消滅した。
- 1986年（昭和61年）11月1日：ダイヤ改正により、次のように変更（1986年11月1日国鉄ダイヤ改正）。
  1. 「明星」・「あかつき1・4号」が20系客車による臨時列車に格下げ。「あかつき」は新大阪駅 - 長崎駅・佐世保駅間1往復の運転となり、号数表記がなくなる。
  2. 「あかつき」の佐世保駅発着列車に普通車座席指定席（オハ14）が連結。583系寝台電車のグリーン車以来の寝台列車の座席車であった。

### 国鉄分割民営化以降
- 1990年（平成2年）
  - 3月10日：普通車座席指定席車両として、長崎駅発着編成に「レガートシート」が連結開始。従来佐世保駅発着編成に連結されていた座席車はB寝台に変更。
  - 11月21日：臨時の「あかつき81・82号」は、車両の陳腐化によりこの日の発車分から急行「雲仙」として運行されるようになる。
- 1991年（平成3年）3月16日：「あかつき」が新大阪駅発着から京都駅発着に延長。
- 1992年（平成4年）3月14日：長崎駅発着編成にB寝台個室「ソロ」を連結開始。
- 1994年（平成6年）12月3日：「雲仙」廃止。
- 1995年（平成7年）
  - 1月17日：阪神・淡路大震災の影響により、当分の間運休になる。
  - 1月30日：臨時寝台特急の「あかつき81・82号」として運行再開。JR神戸線の復旧工事が完了していないことから、大阪駅 - 姫路駅間は福知山線・山陰本線・播但線経由での迂回運行を行う[2]。詳細は、#阪神淡路大震災の迂回運行の節を参照。
  - 4月1日：JR神戸線の開通により「あかつき」としての運行再開[3]。
- 1998年（平成10年）10月3日：この年7月に「サンライズ出雲」の運行開始により廃止された「出雲2・3号」で使用されていた1人用A寝台個室「シングルデラックス(DX)」、2人用B寝台個室「ツイン」・「シングルツイン」を長崎駅発着編成に連結開始[4]。従来長崎駅発着編成に連結されていた「ソロ」は佐世保駅発着編成への連結とする[4]。この編成（右編成図）が単独運行としては最終編成となる。

### 関西対九州ブルートレインとしての「あかつき」の終焉

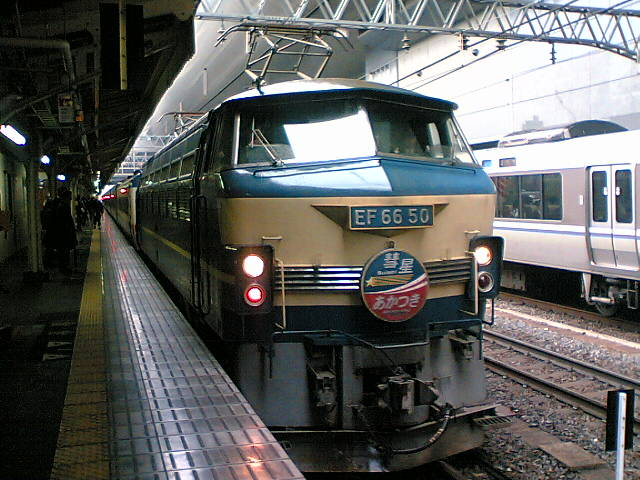
「彗星」と併結運行していた頃

- 2000年（平成12年）3月11日：ダイヤ改正により「あかつき」は佐世保駅発着列車を廃止の上で、南宮崎駅発着の「彗星」との併結運行となる[5]。これにより、佐世保線に乗り入れる夜行列車、JR他社管内直通列車は消滅した。
  - これに伴い、従来新大阪駅発着だった「彗星」は「あかつき」に合わせて京都駅発着となった。また「彗星」は三ノ宮駅ではなく神戸駅に停車していたが、これも「あかつき」に合わせて三ノ宮駅への停車に変更された。「あかつき」のヒルネ扱いは廃止された。
  - 編成としては、従来の「あかつき」の佐世保駅発着編成がそのまま「彗星」となり（ただし閑散期の車両数は5両から4両に減車）、長崎駅発着編成は組み換えと一部車両の方向転換が行われたが、車両数自体は単独運行時代と変更はない。
- 2005年（平成17年）10月1日：「彗星」が廃止され、京都駅 - 鳥栖駅間で「なは」との併結運行を開始[6]。
  - 6両編成に短縮されたが、廃止された「彗星」に使用されていた1人用B個室寝台「ソロ」が再び連結されるようになり、代わりに簡易4人用B寝台「Bコンパートメント」が外れた。

| 編成     | 彗星編成・京都 → 大分 | 彗星編成・京都 → 大分 | 彗星編成・京都 → 大分 | 彗星編成・京都 → 大分 | 彗星編成・京都 → 大分 | 彗星編成・京都 → 大分 | あかつき編成・京都 → 長崎 | あかつき編成・京都 → 長崎 | あかつき編成・京都 → 長崎 | あかつき編成・京都 → 長崎 | あかつき編成・京都 → 長崎 | あかつき編成・京都 → 長崎 |
| 号車     | 1                     | 2                     | 3                     | 4                     | 5                     | 6                     | 7                         | 8                         | 9                         | 10                        | 11                        | 12                        |
| 客車形式 | スハネフ15 3          | オハネ15 353          | オハネ15 31           | オハネ15 32           | オハネ15 41           | スハネフ15 4          | スハネフ15 14             | オロネ14 303              | オハネ14 303              | オハネ15 351              | スハネフ15 7              | オハ14 301                |

| 牽引機関車 | 京都 → 下関間： EF66 42 下関 → 門司間： EF81 門司 → 長崎間： ED76 |

| 編成     | 彗星編成・南宮崎 → 京都 | 彗星編成・南宮崎 → 京都 | 彗星編成・南宮崎 → 京都 | 彗星編成・南宮崎 → 京都 | 彗星編成・南宮崎 → 京都 | 彗星編成・南宮崎 → 京都 | あかつき編成・長崎 → 京都 | あかつき編成・長崎 → 京都 | あかつき編成・長崎 → 京都 | あかつき編成・長崎 → 京都 | あかつき編成・長崎 → 京都 | あかつき編成・長崎 → 京都 | あかつき編成・長崎 → 京都 |
| 号車     | 1                       | 2                       | 3                       | 4                       | 5                       | 6                       | 7                         | 9                         | 10                        | 11                        | 12                        | 13                        | 14                        |
| 客車形式 | スハネフ15 19           | オハネ15 352            | オハネ15 37             | オハネ15 33             | オハネ15 42             | スハネフ15 17           | スハネフ15 18             | オハネ15 40               | オハネ15 30               | スハネフ15 12             | オロネ14 302              | オハネ14 302              | オハ14 302                |

| 牽引機関車 | 南宮崎 → 大分間： ED76 87 大分 → 門司間： ED76 66 長崎 → 門司間： ED76 門司 → 下関間： EF81 410 下関 → 京都間： EF66 53 |

- 2008年（平成20年）3月15日：ダイヤ改正により、「あかつき」が廃止。これにより、長崎本線に乗り入れる夜行列車、JR他社管内直通列車は消滅した。
  - 廃止された「あかつき」に代わり、博多駅 - 長崎駅間で特急「かもめ」を1往復増発している。
  - これにより本州対九州のブルートレインは「富士」「はやぶさ」の1往復のみとなり、京阪神対九州の夜行列車は臨時の「ムーンライト九州」のみとなった。

| 編成     | なは編成・京都 → 熊本 | なは編成・京都 → 熊本 | なは編成・京都 → 熊本 | なは編成・京都 → 熊本 | なは編成・京都 → 熊本 | あかつき編成・京都 → 鳥栖 | あかつき編成・京都 → 鳥栖 | あかつき編成・京都 → 鳥栖 | あかつき編成・京都 → 鳥栖 | あかつき編成・京都 → 鳥栖 | あかつき編成・京都 → 鳥栖 |
| 号車     | 電源車                | 1                     | 2                     | 3                     | 4                     | 5                         | 6                         | 7                         | 8                         | 9                         | 10                        |
| 客車形式 | カニ24 6              | オハネフ25 156        | オハネ25 142          | スハネ25 2124         | オハネフ25 2106       | スハネフ15 16             | オロネ14 302              | オハネ14 302              | オハネ15 353              | スハネフ15 7              | オハ14 301                |

| 牽引機関車 | 京都 → 下関間：EF66 47 下関 → 門司間：EF81 門司 → 熊本間：ED76 70 |

| 編成     | なは編成・熊本 → 京都 | なは編成・熊本 → 京都 | なは編成・熊本 → 京都 | なは編成・熊本 → 京都 | なは編成・熊本 → 京都 | あかつき編成・長崎 → 京都 | あかつき編成・長崎 → 京都 | あかつき編成・長崎 → 京都 | あかつき編成・長崎 → 京都 | あかつき編成・長崎 → 京都 | あかつき編成・長崎 → 京都 |
| 号車     | 電源車                | 1                     | 2                     | 3                     | 4                     | 5                         | 6                         | 7                         | 8                         | 9                         | 10                        |
| 客車形式 | カニ24 17             | オハネフ25 109        | オハネ25 136          | スハネ25 2131         | オハネフ25 2108       | スハネフ15 14             | オロネ14 303              | オハネ14 301              | オハネ15 351              | スハネフ15 12             | オハ14 302                |

| 牽引機関車 | 熊本 → 鳥栖間： ED76 92 長崎 → 門司間： ED76 94 門司 → 下関間： EF81 411 下関 → 京都間： EF66 42 |

### JR九州リバイバルブルートレイン「あかつき」
- 2009年（平成21年）
  - 3月21日：門司車掌区開区100周年を記念して、長崎駅 → 門司港駅間で「あかつき」がリバイバル列車として運行。
  - 6月20日：筑豊本線経由で門司港駅 - 長崎駅間で「あかつき」がリバイバル列車として運転された。筑豊本線経由での運行は1985年3月14日に「あかつき」3・2号（当時）が博多駅経由に変更されて以来、24年ぶり。

## 阪神淡路大震災の迂回運行
1995年（平成7年）1月17日に発生した阪神・淡路大震災では東海道・山陽本線（JR神戸線）が不通になったため、「あかつき」は当分の間運休になった。しかし、1月30日から3月31日までの間、福知山線・山陰本線・播但線経由で不通区間を迂回する臨時寝台特急として「あかつき」81・82号が運行された（同様の迂回列車「なは」81・82号も運行）。
播但線の有効長が8両であったためなるべく輸送力が確保できるよう、電源車を必要としない14系寝台車7両の編成で、4両が長崎駅発着、3両が佐世保駅発着で運行された。また迂回区間途中の和田山駅で進行方向を変える必要があったため（このため佐世保駅発着編成は通常の早岐駅と合わせて2度方向転換を行った）、京都駅における編成は通常とは逆に、下り側から見て佐世保駅発着編成を前としていた。
姫路駅以西は同様に震災の影響によって運休していた「さくら」のダイヤがほぼ踏襲された。なお、京都駅 - 福知山駅間は、山陰本線経由による迂回運行も検討された。
停車駅
京都駅 - 新大阪駅 - 大阪駅 - 岡山駅 - 広島駅 - 岩国駅 - （柳井駅） - 徳山駅 - （防府駅） - 小郡駅 - 宇部駅 - 下関駅 - 門司駅 - 小倉駅 - 博多駅 - 鳥栖駅 - 佐賀駅 - 肥前山口駅 - 肥前鹿島駅 - 諫早駅 - 長崎駅 ／肥前山口駅 - 武雄温泉駅 - 有田駅 - 早岐駅 - 佐世保駅
* （　）は82号のみ停車。